# خديجة أبيبي
خديجة أبيبي، رئيسة المحكمة العليا في جيبوتي سابقاً وهي أعلى مسؤولة في البلاد. توفيت في تموز\يوليو 2024.

## الحياة المهنية
عُيّنت أبيبي رئيسة للمحكمة العليا في جيبوتي عام 1996.  في حالة مرض الرئيس إسماعيل عمر جيلي أو وفاته، كانت أبيبي ستصبح رئيسة للدولة.   تشكل حقوق الإنسان في جيبوتي أحد الاهتمامات الرئيسية لدى السيدة أبيبي، وقد نظمت ورش عمل مع الرابطة الجيبوتية لحقوق الإنسان لاستكشاف الحلول للقضايا التي تواجه البلاد. 
أصبحت خديجة أبيبي أول قاضية عام 1977، وفي عام 1996 أصبحت أول امرأة في جيبوتي تتولى رئاسة محكمة الاستئناف.  وقد تبعها في النظام القضائي الجيبوتي القضاة شانتال كليمان وفوزية حسن بهدون ونايبة جامع. كانت أبيبي بمثابة مشرع تقدمي في جيبوتي. على الرغم من أن المرأة تتمتع بحق التصويت في جيبوتي، إلا أن تمثيلها السياسي لا يزال محدودًا.  في عام 2003 عُيّنت حواء أحمد يوسف في منصب وزيرة الدولة للنهوض بالمرأة والأسرة والشؤون الاجتماعية. 